# Liste de stades de football en Espagne
Cet article présente une liste non exhaustive des principaux stades d'Espagne. Ils peuvent accueillir également des compétitions d'athlétisme, des concerts ou d'autres évènements.
- Championnat d'Espagne de football = Première division
- Championnat d'Espagne de football D2 = Deuxième division
- Championnat d'Espagne de football D3 = Troisième division

## Stades
| Rang | Stade                           | Capacité | Club résident          | Division                             | Notes |
| ---- | ------------------------------- | -------- | ---------------------- | ------------------------------------ | --- |
| 1    | Camp Nou                        | 99 3540  | FC Barcelone           | Championnat d'Espagne de football    | Plus grand stade d'Espagne. Projet de rénovation et d'agrandissement du stade à 106 000 places.                                                                                        |
| 2    | Stade Santiago Bernabéu         | 81 0440  | Real Madrid            | Championnat d'Espagne de football    | Le "nouveau Bernabéu" est en partie opérationnel depuis fin 2023. La possibilité d'augmenter la capacité du stade de 100 000 places sera aussi étudiée.                                |
| 3    | Riyadh Air Metropolitano        | 70 6920  | Atlético de Madrid     | Championnat d'Espagne de football    | Inauguré dans sa forme actuelle en 2017. |
| 4    | Stade de La Cartuja             | 68 8870  |                        |                                      | Le stade a été originellement construit pour les Championnats du monde d'athlétisme en 1999. Une augmentation de capacité en 2025, porte la capacité du stade à près de 70 000 places. |
| 5    | Stade Benito-Villamarín         | 60 2700  | Real Betis             | Championnat d'Espagne de football    | |
| 6    | Stade olympique Lluís Companys  | 55 9260  |                        |                                      | Stade des Jeux olympiques d'été de Barcelone en 1992. |
| 7    | San Mamés                       | 53 3310  | Athletic Bilbao        | Championnat d'Espagne de football    | |
| 8    | Mestalla                        | 48 6000  | Valence CF             | Championnat d'Espagne de football    | L'équipe de Valence jouera ses matchs sur le Nou Mestalla, d'une capacité de 75 000 places, au début de la saison 2020-2021.                                                           |
| 9    | Stade Ramón-Sánchez-Pizjuán     | 43 8830  | Séville FC             | Championnat d'Espagne de football    | Projet de porter le stade à 66 000 places. |
| 10   | RCDE Stadium                    | 40 5000  | Espanyol de Barcelone  | Championnat d'Espagne de football    | 4 étoiles, inauguré en 2009. |
| 11   | Stade d'Anoeta                  | 39 5000  | Real Sociedad          | Championnat d'Espagne de football    | |
| 12   | La Romareda                     | 33 6080  | Real Saragosse         | Championnat d'Espagne de football D2 | |
| 13   | Stade de Riazor                 | 32 4900  | Deportivo La Corogne   | Championnat d'Espagne de football D2 | |
| 14   | Stade de Grande Canarie         | 32 4000  | UD Las Palmas          | Championnat d'Espagne de football D2 | |
| 15   | Stade Martínez Valero           | 31 3880  | Elche CF               | Championnat d'Espagne de football    | |
| 16   | Stade de la Nueva Condomina     | 31 179   | Real Murcia            | Championnat d'Espagne de football D3 | |
| 17   | Stade Carlos Tartiere           | 30 500   | Real Oviedo            | Championnat d'Espagne de football D2 | Agrandissement à 35 000 places possible. |
| 18   | Stade de La Rosaleda            | 30 044   | Málaga CF              | Championnat d'Espagne de football D2 | |
| 19   | El Molinón                      | 30 000   | Real Sporting de Gijón | Championnat d'Espagne de football D2 | |
| 20   | Stade José Rico Pérez           | 29 500   | Herculés de Alicante   | Championnat d'Espagne de football D3 | |
| 21   | Stade José-Zorrilla             | 27 6180  | Real Valladolid        | Championnat d'Espagne de football D2 | |
| 22   | Stade Ciutat de València        | 26 534   | Levante UD             | Championnat d'Espagne de football    | |
| 23   | Iberostar Estadio               | 26 0200  | RCD Majorque           | Championnat d'Espagne de football    | |
| 24   | Stade de Balaídos               | 24 870   | Celta de Vigo          | Championnat d'Espagne de football    | |
| 25   | Stade El Sadar                  | 23 5460  | CA Osasuna             | Championnat d'Espagne de football    | |
| 26   | Stade Ramón de Carranza         | 23 5000  | Cadix CF               | Championnat d'Espagne de football D2 | |
| 27   | Stade Heliodoro Rodríguez López | 22 824   | CD Tenerife            | Championnat d'Espagne de football D3 | |
| 28   | El Sardinero                    | 22 308   | Racing Santander       | Championnat d'Espagne de football D2 | |
| 29   | Stade de la Cerámica            | 22 000   | Villarreal CF          | Championnat d'Espagne de football    | |
| 30   | Stade Nuevo Colombino           | 21 000   | Recreativo de Huelva   | Championnat d'Espagne de football D4 | |
| 31   | Stade municipal de Chapín       | 20 523   | Xerez Club Deportivo   | Championnat d'Espagne de football D4 | |
| 32   | Stade de Mendizorrotza          | 19 8400  | Deportivo Alavés       | Championnat d'Espagne de football    | |
| 33   | UD Almería Stadium              | 17 4000  | UD Almería             | Championnat d'Espagne de football D2 | |

## Galerie

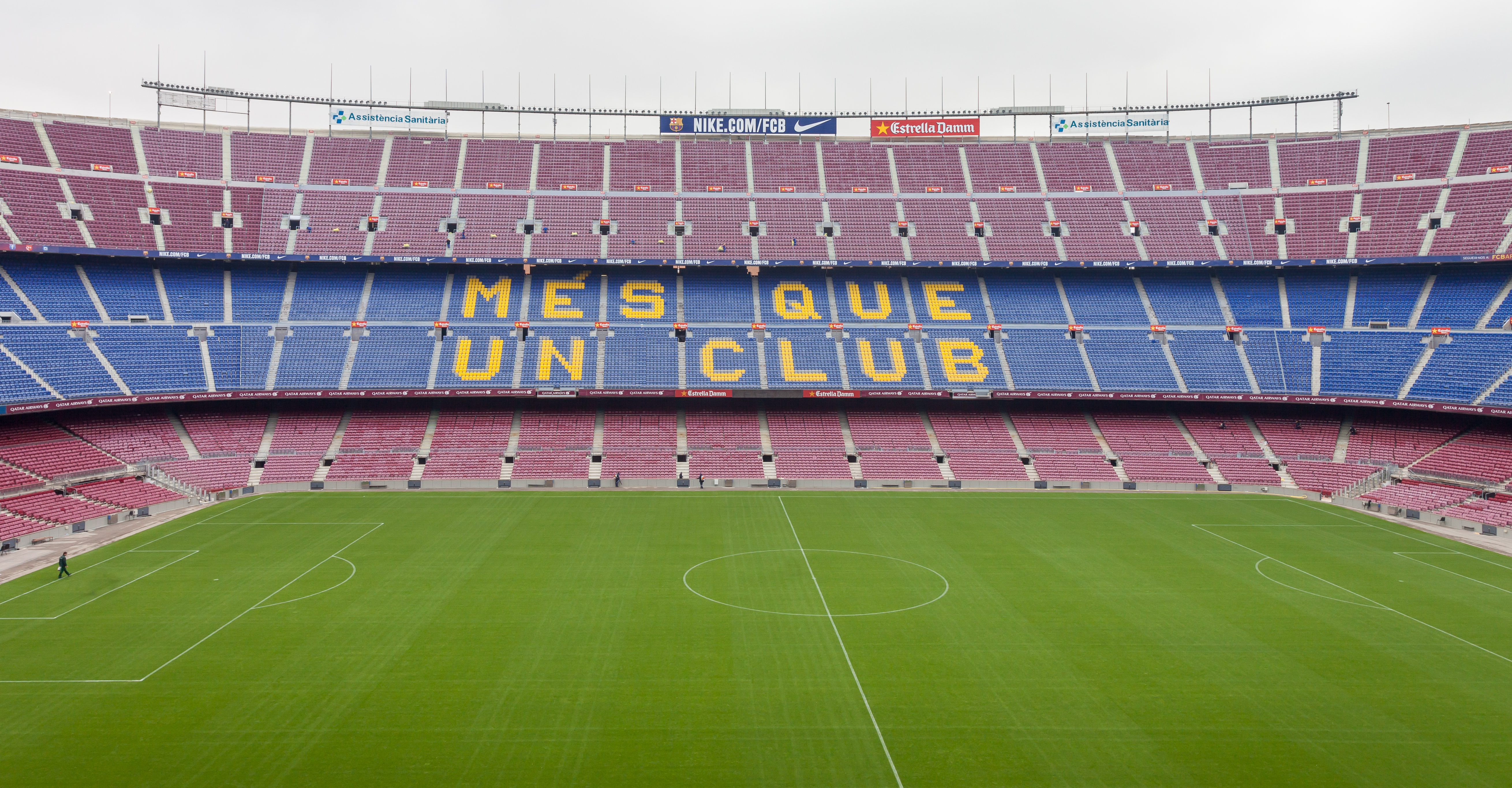
Stade de Camp Nou
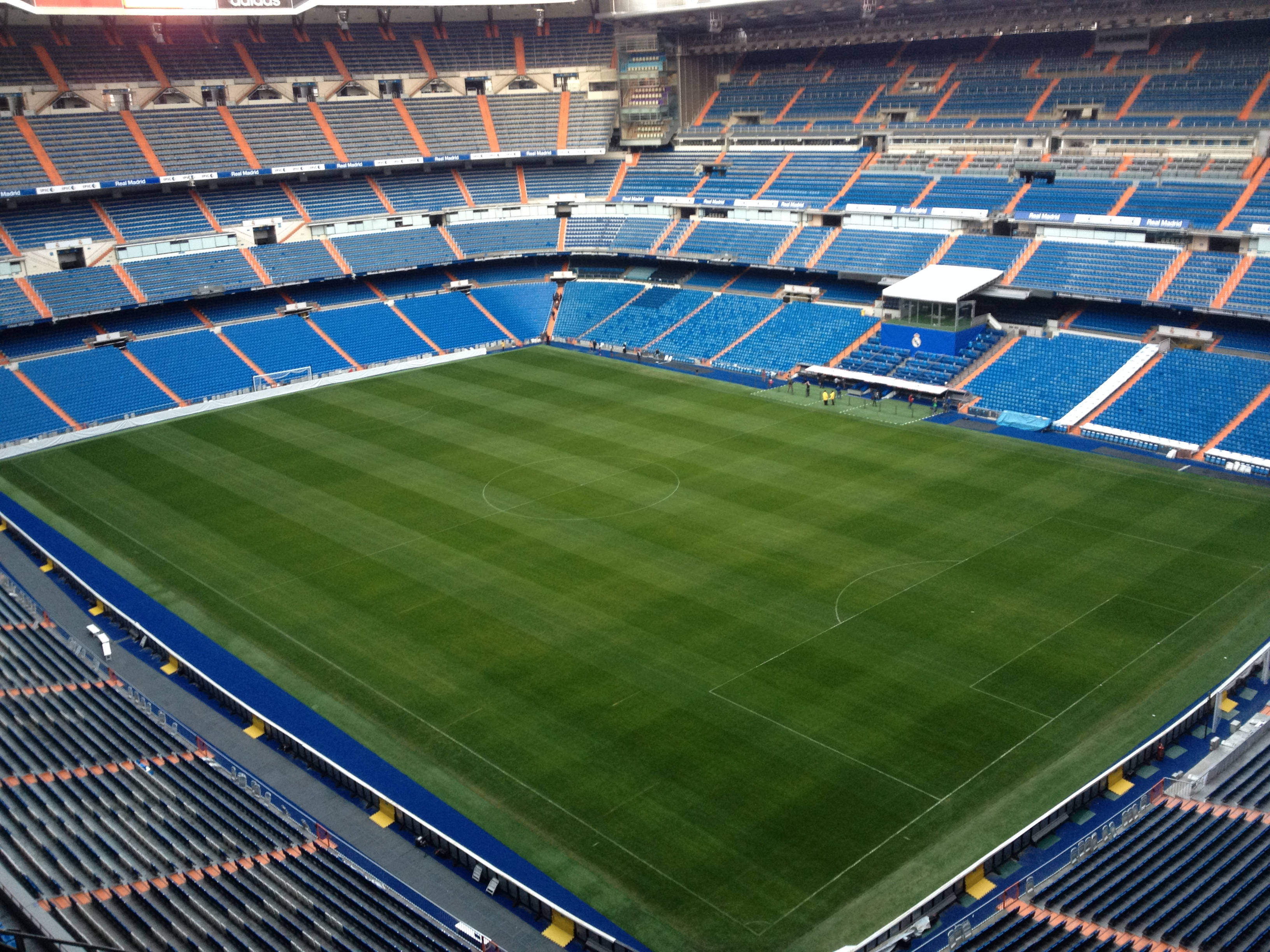
Stade Santiago Bernabeu
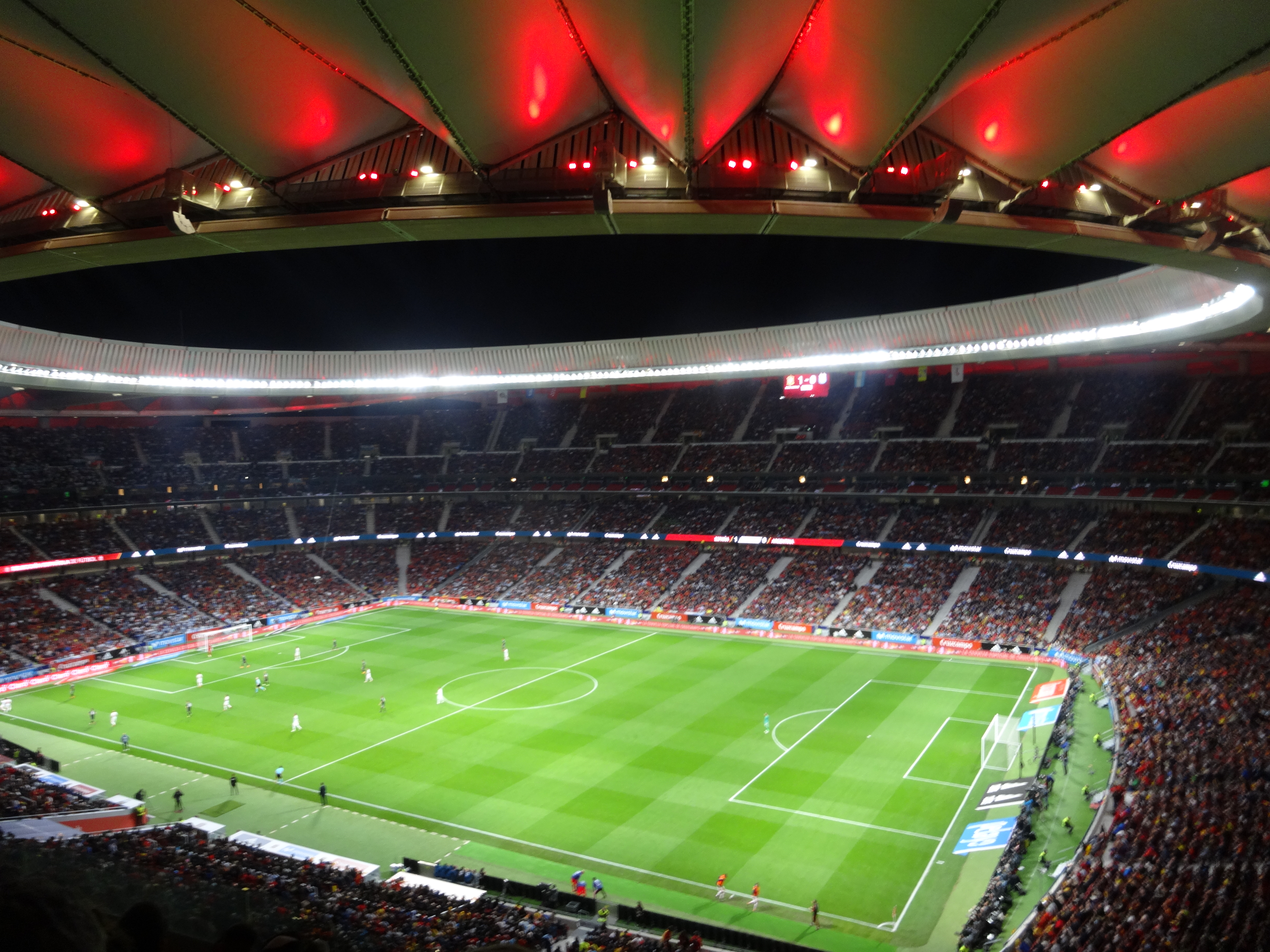
Estadio Wanda Métropolitain
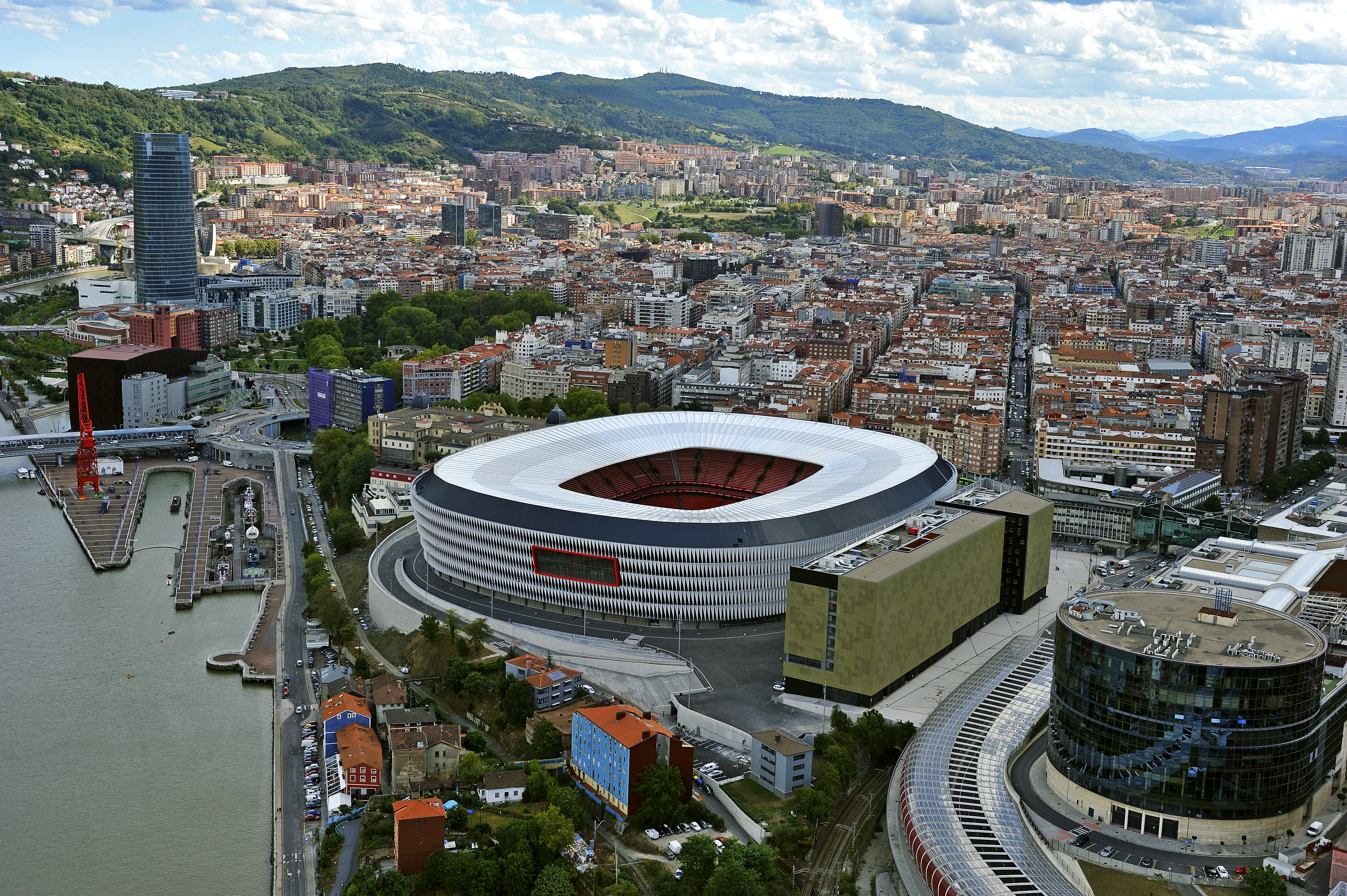
Stade San Mames